# Brandon (Francja)
Brandon – miejscowość i dawna gmina we Francji, w regionie Burgundia-Franche-Comté, w departamencie Saona i Loara. W 2016 roku populacja ówczesnej gminy wynosiła 308 mieszkańców. 
W dniu 1 stycznia 2019 roku z połączenia trzech ówczesnych gmin – Brandon, Clermain oraz Montagny-sur-Grosne – powstała nowa gmina Navour-sur-Grosne. Siedzibą gminy została miejscowość Clermain. 